# Sárgáscukormadár

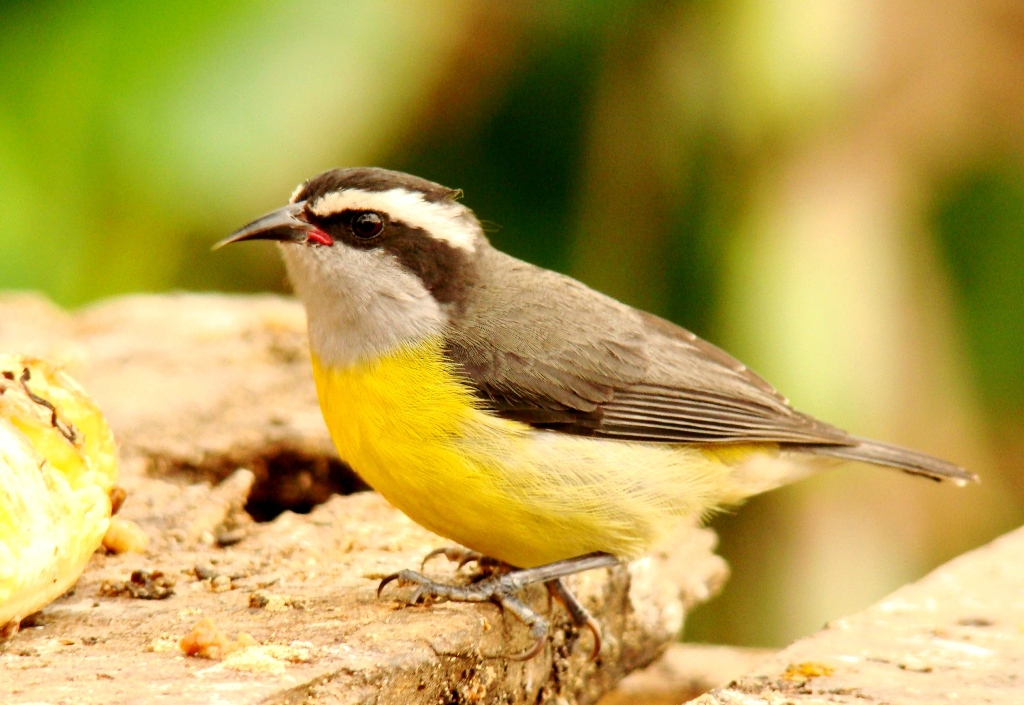

A sárgáscukormadár vagy sárga cukormadár (Coereba flaveola) – a madarak osztályának verébalakúak (Passeriformes) – rendjébe, a tangarafélék (Thraupidae) családjába tartozó Coereba nem egyetlen faja.
Az Amerikai Virgin-szigetek nemzeti madara.

## Rendszerezés
Besorolása vitatott, egyes rendszerezők a pintyfélék (Fringillidae) családjába, míg mások önálló családba, a sárgáscukormadár-félék (Coerebidae) közé sorolják.

## Előfordulása
Mexikóban, Közép-Amerika déli részén, a Karib-tengeri szigeteken és Dél-Amerika területén honos. A fás, bokros, ligetes tájakat kedveli.

## Alfajai
A fajnak 41 elismert alfaja van:
- Coereba flaveola bahamensis – (Reichenbach, 1853): Bahama-szigetek
- Coereba flaveola caboti – (Baird, 1873): Yucatán-félsziget és környező szigetek
- Coereba flaveola flaveola – (Linnaeus, 1758): Jamaica
- Coereba flaveola sharpei – (Cory, 1886): Kajmán-szigetek
- Coereba flaveola bananivora – (Gmelin, 1789): Hispaniola
- Coereba flaveola nectarea – Wetmore, 1929: Tortuga-sziget (Haiti)
- Coereba flaveola portoricensis – (Bryant, 1866): Puerto Rico
- Coereba flaveola sanctithomae – (Sundevall, 1869): Saint Thomas és Saint John (Virgin-szigetek)
- Coereba flaveola newtoni – (Baird, 1873): St. Croix (Virgin-szigetek)
- Coereba flaveola bartholemica – (Sparrman, 1788): a Kis-Antillák északi szigetei közül Anguilla, Saint Kitts és Nevis, Saint-Barthélemy, Szent Márton-sziget, Saba, Sint Eustatius, Antigua és Barbuda, Montserrat és Guadeloupe
- Coereba flaveola martinicana – (Reichenbach, 1853): Martinique és Saint Lucia
- Coereba flaveola barbadensis – (Baird, 1873): Barbados
- Coereba flaveola atrata – (Lawrence, 1878): Saint Vincent
- Coereba flaveola aterrima – (Lesson, 1830): Grenada és a Grenadine-szigetek
- Coereba flaveola uropygialis – von Berlepsch, 1892: Aruba és Curaçao
- Coereba flaveola tricolor – (Ridgway, 1884): Providencia-sziget (Nicaragua partjaitól keletre)
- Coereba flaveola oblita – Griscom, 1923: San Andrés-sziget (Nicaragua partjaitól keletre)
- Coereba flaveola mexicana – (Sclater, 1857): Mexikó délkeleti részétől délre Panama nyugati részéig
- Coereba flaveola cerinoclunis – Bangs, 1901: Gyöngy-szigetek (Panama)
- Coereba flaveola columbiana – (Cabanis, 1866): Panama keleti részétől Kolumbia délnyugati részéig és Venezuela déli fele
- Coereba flaveola bonairensis – Voous, 1955: Bonaire
- Coereba flaveola melanornis – Phelps & Phelps, 1954: Cayo Sal-sziget (Venezuela)
- Coereba flaveola lowii – Cory, 1909: Los Roques-szigetek (Venezuela)
- Coereba flaveola ferryi – Cory, 1909: Tortuga-sziget (Venezuela)
- Coereba flaveola frailensis – Phelps & Phelps, 1946: Los Frailes-sziget és Los Hermanos-szigetek (Venezuela)
- Coereba flaveola laurae – Lowe, 1908: Los Testigos-szigetek (Venezuela)
- Coereba flaveola luteola – (Cabanis, 1850): Észak-Kolumbia és Venezuela partmenti része, Trinidad és Tobago
- Coereba flaveola obscura – Cory, 1913: Északkelet-Kolumbia és Nyugat-Venezuela
- Coereba flaveola minima – (Bonaparte, 1854): Kelet-Kolumbia és Dél-Venezuela, Guyana, Suriname  és Francia Guyana és innen délre egészen Brazília középső részéig
- Coereba flaveola montana – Lowe, 1912: Andok hegyei Venezuela északnyugati részén
- Coereba flaveola caucae – Chapman, 1914: Nyugat-Kolumbia
- Coereba flaveola gorgonae – Thayer & Bangs, 1905: Gorgona-sziget (Kolumbia)
- Coereba flaveola intermedia – (Salvadori & Festa, 1899): Délnyugat-Kolumbia, Ecuador nyugati része Peru északi fele és innen keletre Dél-Venezueláig és Nyugat-Brazíliáig
- Coereba flaveola bolivari – Zimmer & Phelps, 1946: Kelet-Venezuela
- Coereba flaveola guianensis – (Cabanis, 1850): Délkelet-Venezuela és Guyana
- Coereba flaveola roraimae – Chapman, 1929: tepui  Délkelet-Venezuela, Guyana délnyugati része és Brazília északi része
- Coereba flaveola pacifica – Lowe, 1912: Kelet-Peru
- Coereba flaveola magnirostris – (Taczanowski, 1880): Észak-Peru
- Coereba flaveola dispar – Zimmer, 1942: Peru középső része és Bolívia nyugati fele
- Coereba flaveola chloropyga – (Cabanis, 1850): Bolívia keleti fele, Kelet-Brazília, Uruguay északi része, Argentína északkeleti része és Paraguay
- Coereba flaveola alleni – Lowe, 1912: Kelet-Bolívia és Brazília középső része

## Életmódja
Nektárral és gyümölcsök nedvével táplálkozik, néha rovarokat is eszik.

## Szaporodása
Ágakra készíti gömb alakú fészkét. Fészekalja 2–3 tojásból áll, melyen 12–13 napig kotlik. A fiókák kirepülése után a fészket éjszakai pihenőhelyül használja.
|  |  |